# 南佃
南佃（みなみつくだ）は青森県青森市の地名。1丁目、2丁目が設置されている。郵便番号030-0964。

## 地理
青森市中心市街地東側に位置する。北で中佃、東で小柳、南で大字松森・古館・田屋敷・浜館、西で松森に接する。地内は住宅地のほか、倉庫・工場等がある。

## 交通
隣接する大字古館字安田に青い森鉄道線東青森駅がある。主な道路は、次の通りである。
- 青森市都市計画道路3･3･3合浦公園通り戸山線 - 通称「明の星通り」。二丁目のなかを通り、北の合浦公園と南の戸山団地方面を結ぶ。地内のほとんどは浜館跨線橋である。沿道には大小の商店等が並ぶ。青森市営バス明の星高校経由戸山団地線、沢山線が通過する。
- 青森市都市計画道路3･3･5 漁港通り幸畑線 - 通称「東青森駅通り」「藤田組通り」。一丁目の西端を通り、北にある青森漁港（港町）・栄町方面と南の古館・幸畑を結ぶ。地内には東大橋があり、青い森鉄道線を越える。沿道には商店等が並ぶ。青森市営バス浜館経由戸山団地線が通過する。
- 青森市都市計画道路3･4･3 蜆貝八重田線 - 青森港浜町埠頭付近から通称平和公園通りを道なりに南下し、桜川団地の南部を経由し、国道4号青森東バイパスの八重田交差点に至る。南佃地内は、病院・商店が建ち並ぶ。青森市営バス小柳線（桜川経由）が通過する。

## 歴史
- 1989年(平成元年) - 佃地区住居表示実施により、大字松森の一部が、周辺地区の一部も取り込んで南佃となる。
  - 南佃一丁目 松森字佃、古館字安田、田屋敷字増田の各一部
  - 南佃二丁目 松森字佃、田屋敷字増田、浜館字見取、浜館字間瀬の各一部

## 施設等
- 東洋社クリーニング本社
- ダスキン青森工場
- つくだ温泉ゆーぽっぽ
- ハッピードラッグ東青森店
- ツルハドラッグ青森南佃店
- 佃保育園
- 日本通運株式会社青森支店東青森営業課